# Eric Maynor
Eric Demarqua Maynor (ur. 11 czerwca 1987 w Raeford) – amerykański koszykarz, grający na pozycji rozgrywającego lub rzucającego obrońcy, po zakończeniu kariery zawodniczej trener koszykarski, obecnie asystent trenera Oklahoma City Thunder.
Absolwent uniwersytetu Virginia Commonwealth. Do NBA trafił w 2009, gdy Utah Jazz wybrali go z 20 numerem draftu 2009. Podpisał dwuletni kontrakt, a po skończeniu pierwszego sezonu zarobił 1,3 miliona dolarów. Od połowy sezonu 2009/10 broni barw Oklahoma City Thunder.
W sierpniu 2021 został asystentem trenera Oklahoma City Thunder.

## Osiągnięcia
Na podstawie, o ile nie zaznaczono inaczej.
NCAA
- Uczestnik:
  - II rundy turnieju NCAA (2007)
  - turnieju NCAA (2007, 2009)
- Mistrz:
  - turnieju konferencji Colonial Athletic Association (CAA – 2007, 2009)
  - sezonu regularnego konferencji CAA (2007–2009)
- 2-krotny zawodnik roku CAA (2008, 2009)[5]
- MVP turnieju CAA (2007, 2009)
- Zaliczony do:
  - I składu:
    - CAA (2007, 2008, 2009)
    - turnieju:
      - CAA (2007, 2008, 2009)
      - Cancun Challenge (2009)
- Drużyna VCU Rams zastrzegła należący do niego numer No

Drużynowe
- Uczestnik rozgrywek Ligi Mistrzów FIBA (2017/2018)

Reprezentacja
- Uczestnik igrzysk panamerykańskich (2007 – 5. miejsce)

## Statystyki w NBA
Na podstawie Basketball-Reference.com (ang.)

### Sezon zasadniczy
| Sezon   | Drużyna       | M   | S5 | MPG  | FG%   | 3P%   | FT%   | RPG | APG | SPG | BPG | PPG |
| ------- | ------------- | --- | -- | ---- | ----- | ----- | ----- | --- | --- | --- | --- | --- |
| 2009/10 | Utah          | 26  | 2  | 14,0 | 39,1% | 20,8% | 75,8% | 1,5 | 3,1 | 0,5 | 0,1 | 5,2 |
| 2009/10 | Oklahoma City | 55  | 0  | 16,5 | 43,4% | 36,2% | 69,2% | 1,7 | 3,4 | 0,5 | 0,1 | 4,5 |
| 2010/11 | Oklahoma City | 82  | 0  | 14,6 | 40,2% | 38,5% | 72,9% | 1,5 | 2,9 | 0,4 | 0,1 | 4,2 |
| 2011/12 | Oklahoma City | 9   | 0  | 15,2 | 35,9% | 35,3% | 100%  | 1,4 | 2,4 | 0,6 | 0,0 | 4,2 |
| 2012/13 | Oklahoma City | 37  | 0  | 10,6 | 31,3% | 32,6% | 81,0% | 0,5 | 2,0 | 0,3 | 0,0 | 2,8 |
| 2012/13 | Portland      | 27  | 0  | 21,2 | 42,2% | 38,0% | 68,3% | 1,0 | 4,0 | 0,4 | 0,0 | 6,9 |
| 2013/14 | Washington    | 23  | 0  | 9,3  | 29,2% | 32,0% | 66,7% | 1,0 | 1,7 | 0,2 | 0,0 | 2,3 |
| 2013/14 | Philadelphia  | 8   | 0  | 14,0 | 37,9% | 33,3% | 50,0% | 1,9 | 1,5 | 0,5 | 0,3 | 3,8 |
| Razem   |               | 267 | 2  | 14,6 | 39,2% | 35,0% | 72,1% | 1,3 | 2,8 | 0,4 | 0,1 | 4,3 |

### Play-offy
| Sezon | Drużyna       | M  | S5 | MPG  | FG%   | 3P%   | FT%   | RPG | APG | SPG | BPG | PPG |
| ----- | ------------- | -- | -- | ---- | ----- | ----- | ----- | --- | --- | --- | --- | --- |
| 2010  | Oklahoma City | 6  | 0  | 12,7 | 30,0% | 16,7% | 81,8% | 1,5 | 1,5 | 0,2 | 0,2 | 3,7 |
| 2011  | Oklahoma City | 17 | 0  | 12,9 | 37,7% | 36,0% | 78,9% | 1,3 | 2,2 | 0,5 | 0,0 | 4,8 |
| Razem |               | 23 | 0  | 12,9 | 36,1% | 32,3% | 80,0% | 1,3 | 2,0 | 0,4 | 0,0 | 4,5 |

### Rekordy
| Statystyka              | Ilość | Mecz                      | Data     |
| ----------------------- | ----- | ------------------------- | -------- |
| Punkty                  | 24    | vs Cleveland Cavaliers    | 14/11/09 |
| Rzuty trafione          | 9     | vs Cleveland Cavaliers    | 14/11/09 |
| Rzuty oddane            | 16    | vs Cleveland Cavaliers    | 14/11/09 |
| Rzuty za 3 trafione     | 2     |                           | 10 razy  |
| Rzuty za 3 oddane       | 4     | vs Minnesota Timberwolves | 08/12/10 |
| Rzuty osobiste trafione | 6     |                           | 2 razy   |
| Rzuty osobiste oddane   | 8     | vs New Jersey Nets        | 29/12/10 |
| Ofensywne zbiórki       | 2     |                           | 6 razy   |
| Defensywne zbiórki      | 2     |                           | 5 razy   |
| Zbiórki łącznie         | 7     | vs Atlanta Hawks          | 18/12/09 |
| Asysty                  | 11    |                           | 2 razy   |
| Przechwyty              | 3     |                           | 3 razy   |
| Bloki                   | 1     |                           | 14 razy  |
| Minuty na parkiecie     | 41    | vs Cleveland Cavaliers    | 14/11/09 |